# Bijvoetblaarmot
De bijvoetblaarmot (Leucospilapteryx omissella) is een vlinder uit de familie mineermotten (Gracillariidae). De wetenschappelijke naam is voor het eerst geldig gepubliceerd in 1848 door Stainton.

## Kenmerken
De spanwijdte is 7–8 mm. Volwassenen vliegen in mei en opnieuw in augustus in twee generaties.
De larven voeden zich met wilde averuit en bijvoet. Ze mineren de bladeren van hun waardplant. De blaasmijn heeft een geeloranje tint en bevindt zich in de bovenzijde van het blad. De mijn bolt iets op vanwege het vele spinsel wat het insect afzet. Door dit opgeblazen uiterlijk en de doorgaans oranje kleur onderscheidt de mijn zich met die van Calycomyza artemisiae, op dezelfde waardplant). De mijn wordt voorafgegaan door een lange onderzijdige gang, die langs de hoofdnerf of de bladrand loopt. Oudere larven beginnen delen van de bovenepidermis te eten. De zwarte frass wordt in het midden van de mijn afgezet. De verpopping vindt buiten de mijn plaats.

## Voorkomen
De soort komt voor in Europa.

## Waardplanten
De waardplanten zijn:
- Artemisia campestris (Wilde averuit) - zelden
- Artemisia vulgaris (Bijvoet)